# Museu Arqueològic de Cos
El Museu Arqueològic de Cos, a l'illa de Cos, dins l'arxipèlag del Dodecanès, és un museu grec.

## Història
El 1933, durant el període d'ocupació italiana de l'illa, hi hagué un terratrèmol que provocà molts danys; s'aprofità el moment per realitzar un extens programa d'excavacions i construir nous edificis públics. És per això que al 1934 es va dissenyar l'edifici del museu, que es va construir al 1936, en un lloc on també hi ha vestigis d'una muralla hel·lenística que se'n pot veure al soterrani. Després d'un recent projecte de rehabilitació i reexposició, el museu torna a obrir el 2016; un altre terratrèmol, però, del 2017, va provocar danys a algunes peces escultòriques exposades.

## Col·leccions
Aquest museu conserva una col·lecció d'objectes procedents de les excavacions de l'illa, així com d'antics edificis públics. Entre les escultures i mosaics, en destaquen un cap d'Hera del segle II ae, una estela funerària amb representació de lleons; una altra estela funerària en què es representa una escena d'un simpòsium, una estàtua d'un atleta del segle ii ae, un cap d'Alexandre el Gran, un tors masculí, una gran estàtua que podria representar Hipòcrates, les estàtues de Demèter, Persèfone i Atena del període hel·lenístic procedents d'un santuari; estàtues de divinitats d'època romana, un mosaic amb la representació de l'arribada d'Asclepi a l'illa i un altre mosaic on es representa el fons de la mar.
També conté peces de ceràmica que abasten períodes d'entre el neolític i l'època romana, i que inclouen peces minoiques, micèniques i altres d'autòctones procedents del jaciment de l'edat del bronze de Seraglio. Altres troballes arqueològiques en són objectes de la vida quotidiana —estris de cuina, d'higiene, vestit, decoració, joguets— i uns altres que il·lustren els costums funeraris. En són curioses unes boles de pigment blau que van ser trobades a l'àgora.

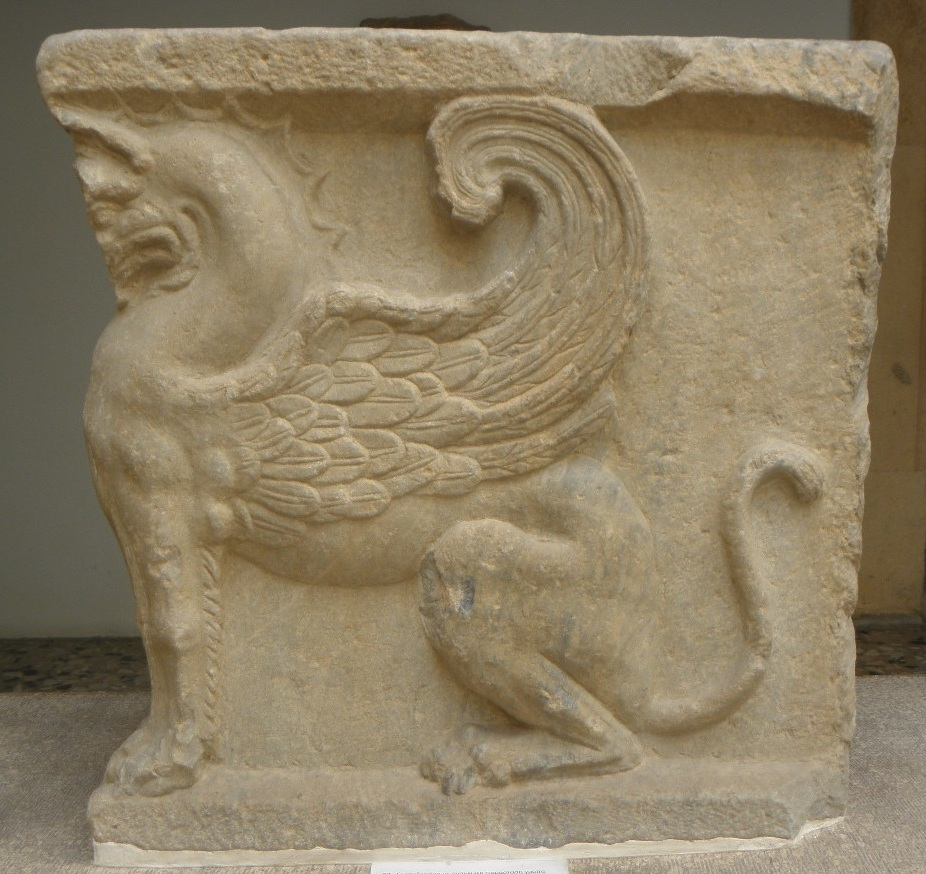
Element arquitectònic amb la imatge d'un griu
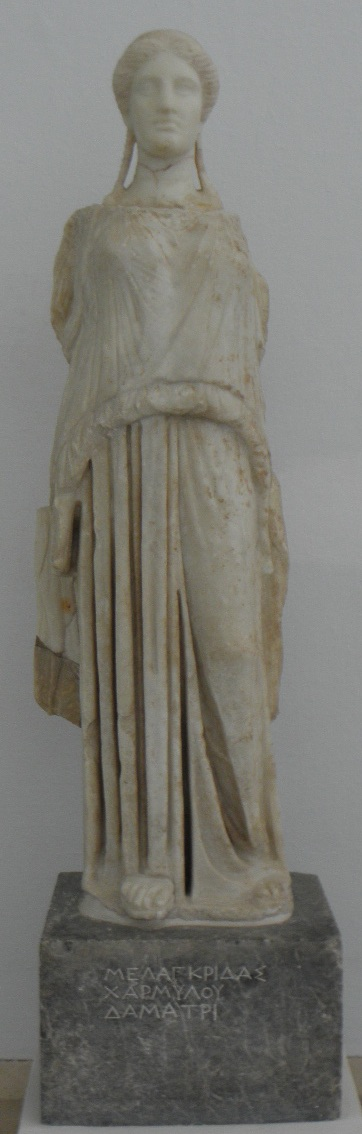
Demèter
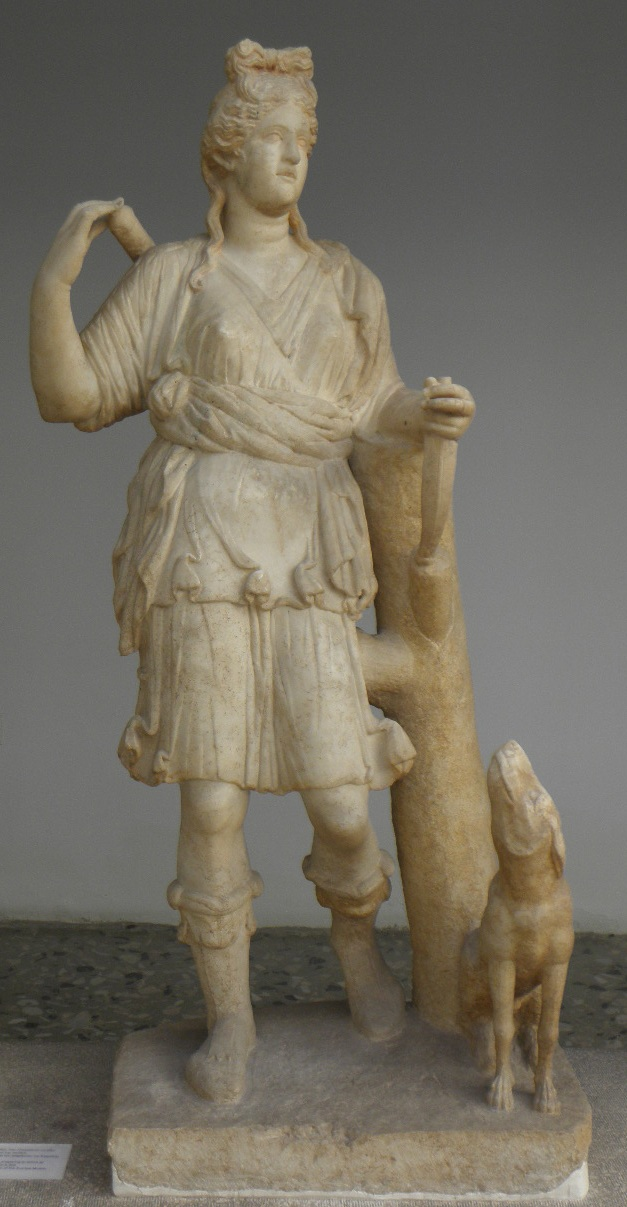
Àrtemis
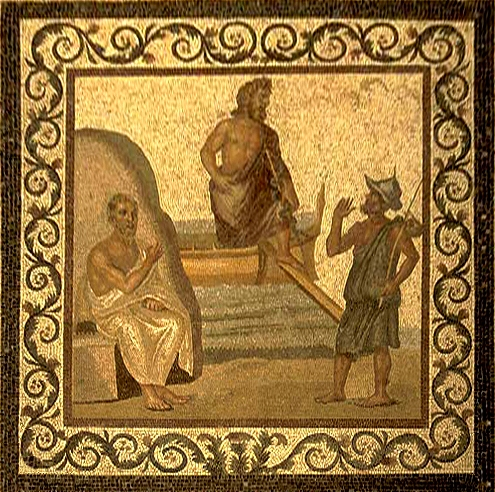
Mosaic d'època romana amb l'arribada d'Asclepi a l'illa, rebut per Hipòcrates i un ciutadà